# Liste von Höhlen im Märkischen Kreis

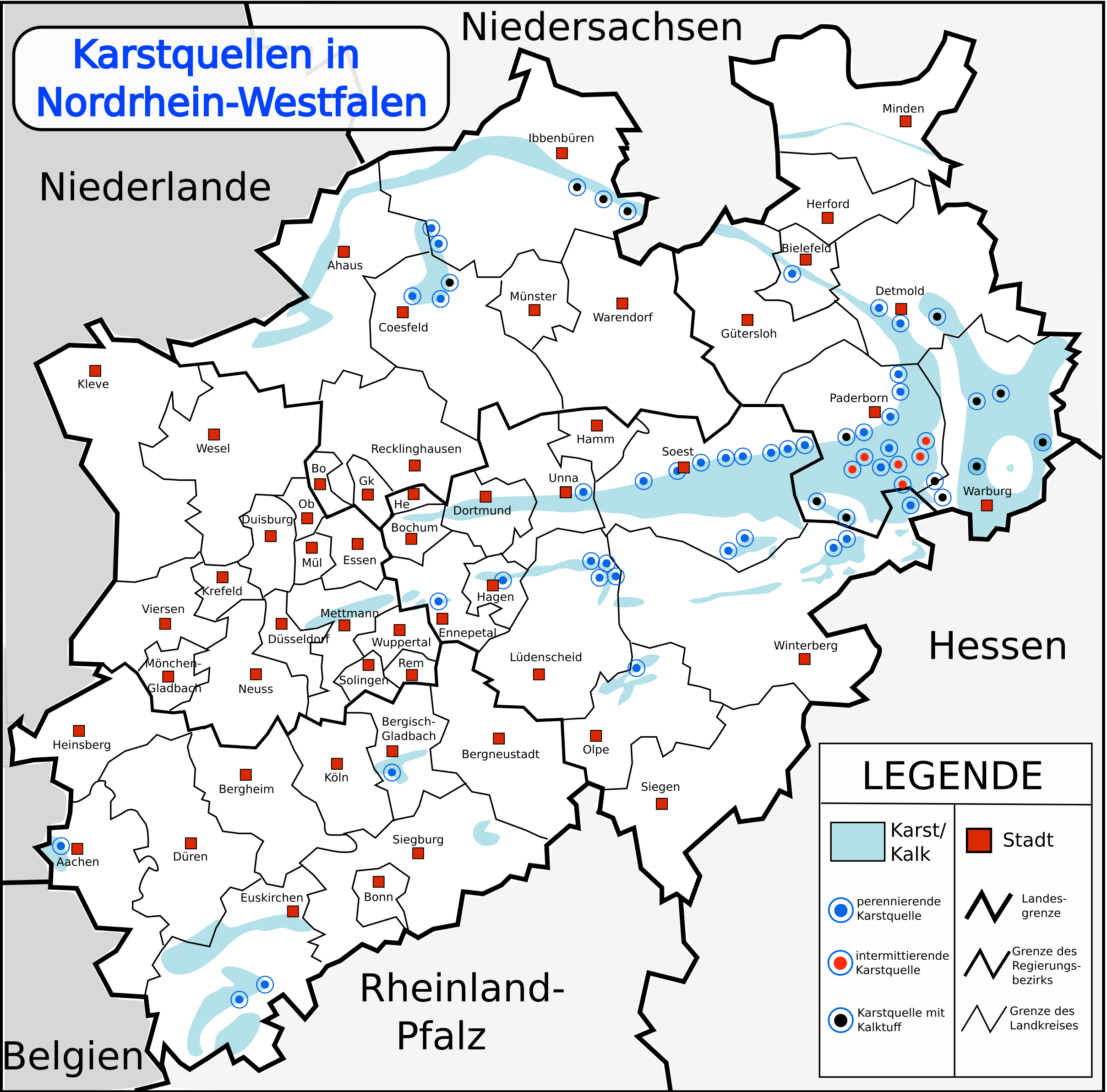
Karstzonen in Nordrhein-Westfalen

Die Liste von Höhlen im Märkischen Kreis beschreibt Höhlen unterschiedlicher Art und Länge, darunter auch einige zerstörte Höhlen, im Märkischen Kreis, Nordrhein-Westfalen.
Höhlen bildeten sich vor allem im mitteldevonischen Massenkalk der Region Sauerland. Insbesondere ab dem 19. Jahrhundert wurden einige Höhlen unter anderem von Johann Jacob Nöggerath, Rudolf Virchow, Emil Carthaus, Johann Carl Fuhlrott, Heinrich von Dechen und Hermann Schaaffhausen geologisch, paläontologisch und anthropologisch untersucht. Zu den höhlenforschenden Persönlichkeiten Ende des 20. und Anfang des 21. Jahrhunderts zählen Dieter W. Zygowski und Stefan Voigt.

## Liste
| Name                                    | Stadt bzw. Gemeinde             | Lage                                               | Länge/Tiefe (Meter)                                          | Beschreibung | Bild                                                                |
| --------------------------------------- | ------------------------------- | -------------------------------------------------- | ------------------------------------------------------------ | --- | ------------------------------------------------------------------- |
| Gesshardthöhle                          | Altena                          | nordwestlich von Altroggenrahmede                  | 209                                                          | 1911 entdeckt, heute Naturschutzgebiet |                                                                     |
| Balver Höhle                            | Balve                           | Hönnetal                                           | 138                                                          | 1690 entdeckt; Kulturhöhle | Balver Höhle                                                        |
| Burschenhöhle                           | Balve-Binolen                   | Hönnetal                                           | 9                                                            | Paläolithische Höhlenfunde. Auch Monarchen-Höhle genannt. | Burschenhöhle                                                       |
| Kleine Burschenhöhle                    | Balve-Binolen                   | Hönnetal                                           | 11                                                           | Kluftfugenhöhle | Kleine Burschenhöhle                                                |
| Dahlmannhöhle                           | Balve-Volkringhausen, Sanssouci | Hönnetal                                           | 31                                                           | Flusshöhle, Wasserauswaschungen, keine Tropfsteine, geringe Versinterungen. Der Höhleneingang hat eine Breite von 1,80 Meter und eine Höhe von 1,20 Meter. Die Höhle befindet sich in Privatbesitz und ist geschützt. |                                                                     |
| Feldhofhöhle                            | Balve-Binolen                   | Hönnetal                                           | 189                                                          | Die Feldhofhöhle gehört zusammen mit der Friedrichs- und Tunnelhöhle zu einem gemeinsamen Höhlensystem, das von zwei Bächen geprägt ist. | Feldhofhöhle                                                        |
| Friedrichshöhle                         | Balve-Binolen                   | Hönnetal                                           | 1.500                                                        | Die Friedrichshöhle gehört zusammen mit der Feldhof- und Tunnelhöhle zu einem gemeinsamen Höhlensystem, das von zwei Bächen geprägt ist. | Friedrichshöhle                                                     |
| Frühlinghauser Höhle                    | Balve-Frühlinghausen            | Hönnetal                                           | 18                                                           | Versteinerungen des Devons an den Wänden |                                                                     |
| Johanneshöhle                           | Balve-Sanssouci                 | Hönnetal                                           | 6                                                            | Kleinhöhle. Sie befindet sich im Kalksteinmassiv „Im Beil“ zusammen mit zwei weiteren Höhlen (Höhle „Im Beil“ und Höhle an der alten Schule). |                                                                     |
| Karhofhöhle                             | Balve                           | Hönnetal                                           | 125                                                          | | Karhofhöhle                                                         |
| Kepplerhöhle                            | Balve                           | Hönnetal                                           |                                                              | 1910 entdeckt, Fundort von Knochen von Höhlenlöwen, 1920 zerstört. |                                                                     |
| Höhle an der alten Schule               | Balve-Sanssouci                 | Hönnetal                                           | 9                                                            | Die sehr enge Spaltenhöhle befindet sich im Kalksteinmassiv „Im Beil“ zusammen mit zwei weiteren Höhlen (Höhle „Im Beil“ und Johanneshöhle). An vielen Stellen ist die Johanneshöhle nach oben offen und vermittelt den Charakter eines Kamins. |                                                                     |
| Höhle „Im Beil“                         | Balve-Sanssouci                 | Hönnetal                                           | 57                                                           | Die Spaltenhöhle befindet sich im Kalksteinmassiv „Im Beil“ zusammen mit zwei weiteren Höhlen (Johanneshöhle und Höhle an der alten Schule). |                                                                     |
| Honerthöhle                             | Balve-Volkringhausen            | Hönnetal                                           | 49 (ursprünglich)                                            | Die Höhle ist dem Kalkabbau eines Steinbruchs zum Opfer gefallen. |                                                                     |
| Leichenhöhle                            | Balve-Binolen                   | Hönnetal                                           | 35                                                           | 1891 unternahm Emil Carthaus eine Grabung in der Leichenhöhle. Es folgten weitere Grabungen in den Folgejahren. Man fand menschliche Gebeine und Totenbeigaben. Ob es sich bei der Höhle um eine Begräbnisstätte oder einen rituellen Opferplatz gehandelt hat, ist bislang nicht geklärt. Bei der Höhle handelt es sich um eine Schlauchhöhle mit Endhalle. Die engste Stelle der Zuwegung misst etwa 40 cm. | Blick aus der Leichenhöhle in den Wald                              |
| Preuß-Höhle                             | Balve-Helle                     | Hönnetal                                           | 150 (circa)                                                  | Die Höhle liegt in der Westflanke des Hönnetals. Nach dem teilweise vermauerten Eingang, der eine Höhe und Breite von zwei Metern hat, folgt eine große Halle. Dieser Halle folgt ein ehemals vermauerter Gang, der zum Ende hin sehr schmal wird. |                                                                     |
| Volkringhauser Höhle                    | Balve-Volkringhausen            | Hönnetal                                           | 5                                                            | Der Höhleneingang, der 16 Meter über der Talsohle liegt, hat eine Breite von fünf und eine Höhe von 2,50 Meter. |                                                                     |
| Tunnelhöhle                             | Balve-Binolen                   | Hönnetal                                           | 24                                                           | Die Tunnelhöhle gehört zusammen mit der Friedrichs- und Feldhofhöhle zu einem gemeinsamen Höhlensystem, das von zwei Bächen geprägt ist. | Tunnelhöhle                                                         |
| Reckenhöhle                             | Balve-Binolen                   | Hönnetal                                           | 2.500                                                        | Schauhöhle | Reckenhöhle                                                         |
| Alte Höhle                              | Hemer-Sundwig                   | Felsenmeer Hemer                                   | 630                                                          | Perick-Höhlensystem | Alte Höhle                                                          |
| Große Burghöhle                         | Hemer-Brockhausen               | Hönnetal                                           | 19                                                           | Fundstätte unter anderem einer Bronzeplastik (Wasservogel) aus der älteren Eisenzeit. | Große Burghöhle                                                     |
| Heinrichshöhle                          | Hemer-Sundwig                   | Felsenmeer Hemer                                   | mehr als 3000                                                | 1812 entdeckt(Seite 175), seit 1904 Schauhöhle; Perick-Höhlensystem | Heinrichshöhle                                                      |
| Prinzenhöhle                            | Hemer-Sundwig                   | Felsenmeer Hemer                                   | 305 (circa)                                                  | 1812 (+/-) entdeckt. Ist Teil des Perick-Höhlensystems. | Prinzenhöhle                                                        |
| Schönebecker Höhle                      | Herscheid                       | Schönebecke                                        | 118                                                          | 1870 bei Sprengarbeiten entdeckt, Naturdenkmal |                                                                     |
| B7-Höhle                                | Iserlohn-Grüne                  | Grüner Tal                                         | 5.000                                                        | 1965 entdeckt |                                                                     |
| Bunkerhöhle                             | Iserlohn-Grüne                  | Grüner Tal                                         | 2.000 (bislang)                                              | Bunker-Emst-System, Verbindung zur Emsthöhle |                                                                     |
| Brandkopf-Höhle                         | Iserlohn                        | Grüner Tal                                         | 45                                                           | Die Höhle befindet sich etwa 23 Meter über der Talsohle und ist nach ihrer Lage am Fuß des Berges Brandkopf benannt. |                                                                     |
| Dechenhöhle                             | Iserlohn-Grüne                  | Grüner Tal                                         | 870                                                          | Schauhöhle | Dechenhöhle                                                         |
| Dröscheder Schacht                      | Iserlohn-Dröschede              | Grüner Tal                                         | 98(S. 162)                                                   | |                                                                     |
| Emsthöhle                               | Iserlohn-Grüne                  | Grüner Tal                                         | 700 (bislang)                                                | Bunker-Emst-System, Verbindung zur Bunkerhöhle |                                                                     |
| Grürmannshöhle                          | Iserlohn-Oestrich               | Lenne                                              | 30                                                           | Die Höhle befindet sich im Massenkalk der Felsformation Pater und Nonne im Pater am Burgberg. Sie war Fundstätte zahlreicher Knochen von Tieren der Eiszeit. | Grürmannshöhle                                                      |
| Hüttenbläserschachthöhle mit Nebenhöhle | Iserlohn-Grüne                  | Grüner Tal                                         | 3.750 (bislang), mit Nebenhöhle zusammen über 4800 (bislang) | 1993 entdeckt. |                                                                     |
| Knitterhöhle                            | Iserlohn-Grüne                  | Grüner Tal                                         | 800 (+) (bislang)                                            | Aktive Wasserhöhle in unteren Teilen (Knitterbach) |                                                                     |
| Kreuzhöhle                              | Iserlohn-Grüne                  | Grüner Tal                                         | 864(S. 162)                                                  | |                                                                     |
| Martinshöhle                            | Iserlohn-Oestrich               | Burgberg                                           | etwa 35 bis 40(S. 132)                                       | Einige Jahre nachdem 1875 der Bonner Anatom Hermann Schaaffhausen zahllose Steinwerkzeuge in der Höhle fand, fiel diese dem Steinbruch zum Opfer. Es konnten Fundhorizonte aus dem Mittelpaläolithikum entdeckt werden. | Martinshöhle                                                        |
| Pferdestall                             | Iserlohn-Grüne                  | Grüner Tal                                         | 78(S. 162)                                                   | Die Höhle verläuft über eine Höhendifferenz von 6 Meter.(S. 162) |                                                                     |
| Wermingserbachhöhle                     | Iserlohn-Wermingsen             | Wermingserbachtal                                  | 260                                                          | Die Höhle gehört zum Höhlensystem Wermingser Bach und hat eine Gesamtganglänge von 260 Meter. Sie verläuft in Nord-Süd-Richtung und wird durch den Wermingser Bach in nördlicher Richtung durchquert. |                                                                     |
| Sebastian-Alberts-Höhle                 | Iserlohn-Grüne                  | Grüner Tal                                         | 53,15                                                        | 2002 wurde die Höhle von Mitgliedern der Speläogruppe Letmathe entdeckt. Sie weist eine Höhendifferenz von 17,64 Meter auf. |                                                                     |
| Hülloch                                 | Halver                          | Löhbach                                            | 655                                                          | Die Hülloch-Höhle wurde am 30. Dezember 1960 teilweise als flächiges Naturdenkmal unter Schutz gestellt und ist Winterquartier für mehrere landesweit gefährdete Fledermausarten. | Überbauter Zugang zur Höhle mit Einflugloch für kleine Fledermäuse. |
| Hülloch II                              | Kierspe                         | im Berg Arney                                      | rund 100                                                     | Die Hülloch II-Höhle wird auch Schanhollen-Höhle oder Kiersper Hülloch genannt. |                                                                     |
| Wildenkuhle                             | Kierspe                         | Nahe der Kreuzung Wildenkuhlen in Kierspe gelegen. | 250                                                          | Die Höhle wurde bei Bauarbeiten im Jahr 2016 entdeckt. |                                                                     |
| Heinrich-Bernhard-Höhle                 | Plettenberg                     | Lettmecke                                          | 192                                                          | 1934 entdeckt und durch Bernhard Klein und Heinrich Decker erforscht und erschlossen. Die Höhle ist seit 2. Oktober 2000 als Bodendenkmal geschützt. |                                                                     |
| Grabenponorhöhle                        | Hemer-Brockhausen               | Deilinghofener Hochfläche                          | 20–25/8                                                      | In der 2022 entdeckten Höhle wurden Reste von Korallen, Muscheln und Turmschnecken aus der Kreidezeit und auch Überreste von Stromatoporen gefunden. | Vergitterter Zugang zur Grabenponorhöhle am Klusensteiner Weg.      |
| Süntecker Luak                          | Hemer-Sundwig                   |                                                    | 30                                                           | Die Naturhöhle mit zwei Eingangsportalen ist als flächiges Naturdenkmal geschützt und Winterquartier von unterschiedlichen Fledermausarten. |                                                                     |